# Dysgonia humilis
Dysgonia humilis  là một loài bướm đêm thuộc họ Erebidae. Nó được tìm thấy ở Châu Phi, bao gồm Príncipe và Gabon.